# Ибн Таймия
Таки́ ад-Дин Ибн Тайми́я или Ахмад ибн Абд аль-Халим (другие варианты написания — Таймийя, Таймийа, Таймиййа, Теймия; араб. تقي الدين ابن تيمية‎; 1263, Харран, совр. Турция — 1328, Дамаск, совр. Сирия) — арабо-мусульманский теолог, салафитский проповедник правовед ханбалитского мазхаба, критик «нововведений» в религии; его имя принято связывать с салафизмом. Ряд авторов называют Ибн Таймию суфием, хотя он был известен своей критикой некоторых положений суфизма и поспособствовал появлению негативного представления об этом течении среди западных исламоведов.
Преподавал в дамасской медресе Ханбалия. В течение своей жизни из-за конфликтов с правителями и их подданными несколько раз попадал в тюрьму. Подвергал критике попытки привнесения в исламское богословие элементов греческой философии (фалсафа), рационализма калама, культа «святых» и т. д. В вопросе описания Бога, Ибн Таймия одинаково отвергал и отрицание божественных атрибутов, и сравнение Аллаха с его творениями, и символико-аллегорическое толкование священных текстов. В вопросах политики Ибн Таймия выступал за единство государства и религии, признавал необязательность халифата и возможность существования одновременно более одного халифа . Оставил после себя около 500 сочинений.

## Биография
Полное имя: Таки ад-Дин Абу-ль-Аббас Ахмад ибн Абд аль-Халим ибн Абд ас-Салам ибн Абдуллах ибн Абу-ль-Касим аль-Хидр ан-Нумайри аль-Харрани ад-Димашки аль-Ханбали (араб. تقي الدين أبو العباس أحمد بن عبد الحليم بن عبد السلام ابن عبد الله بن أبي القاسم الخضر النميري الحراني الدمشقيّ الحنبلي‎).
Родился в 1263 году в Харране (совр. Турция) в семье смешанного арабо-курдского происхождения. Его отец был арабом, а мать — курдянкой. Из-за угрозы монгольского завоевания Харрана, в 1269 году Ибн Таймия вместе с родителями переехал в Дамаск (Шам). Его отец, Шихаб ад-Дин Абд аль-Халим аль-Харрани (ум. 1283), был знатоком исламского права, хадисоведения, толкования Корана и других богословских дисциплин. В Дамаске Абд аль-Халим аль-Харрани начал преподавать в знаменитой мечети Омейядов и возглавил медресе Суккария. В этом медресе молодой Ибн Таймия получил своё образование, а после смерти отца в 1284 году сам встал во главе её. С ранних лет он выучил наизусть Коран, изучал не только религиозные науки, но и математику, логику, философию. Получив традиционное религиозное образование, Ибн Таймия оказался под влиянием работ Ахмада ибн Ханбаля. Среди его учителей был шейх Шамс ад-Дин аль-Макдиси, главный кади ханбалитов Дамаска с 1265 года.
В то время в Дамаске собрались многие известные учёные того времени, бежавшие от монгольского нашествия и нашедшие спасение в этом городе. Дамаск стал культурным центром мусульманского мира, здесь развивались различные мусульманские идеологии, проводилась полемика между ними. Господствующей мировоззренческой школой в то время была ашаритская школа калама, которая поддерживалась вначале Айюбидами, а затем тюркскими правителями. Первоначально был представителем ханбалитского мазхаба. Подвергал критике положения ашаритского учения.
С 1296 года Ибн Таймия начал преподавать в дамасской медресе Ханбалия. В течение своей жизни из-за своего религиозного фанатизма и реформаторского рвения, а также конфликтов с правителями и их подданными он несколько раз попадал в тюрьму. В 1306—1312 годах находясь в Египте вступил в полемику с местными богословами различных направлений. В Египте его обвинили в антропоморфизме (ташбих) и заключили в тюрьму. Выйдя на свободу, он возобновил борьбу с тем, что по его мнению было «недопустимыми новшествами» (бида), и вновь был подвергнут тюремному заключению. Вернувшись в 1313 году в Дамаск, он занялся преподавательской деятельностью. Ибн Таймия принимал активное участие в организации джихада в связи с походом аль-Малика Ладжина на Малую Армению и в связи с угрозой нашествия монголов на Сирию. После возвращения в Дамаск он дважды подвергался тюремному заключению и умер в 1328 году в дамасской цитадели. Похоронен на суфийском кладбище.
Спустя четыре столетия после его смерти изложенное в его сочинениях учение оказало огромное влияние на Ибн Абдуль-Ваххаба и легло в основу ваххабизма, поддержанного династией Саудидов и ныне являющегося официальной идеологией Саудовской Аравии. Отмечают авторитетность Ибн Таймия для Усамы бен Ладена.

## Взгляды
Борясь с «недозволенными новшествами», Ибн Таймия подвергал критике попытки привнесения в исламское богословие элементов греческой философии (фалсафа), рационализма калама, культа «святых» и практики паломничества к могиле Пророка. Авторитетами в области знания и фикха Ибн Таймия считал улемов, «считая их наследниками и хранителями чистоты ислама».
Его произведение «Минхадж ас-Сунна» («Путь сунны») представляет собой полемику с «Минхадж аль-Карама» («Путь харизмы»), написанного Алламе Хилли — шиитским богословом и учеником Насир ад-Дина ат-Туси. Помимо критики шиизма, он также выступал с критикой по отношению к хариджитам, мутазилитам и ашаритам.
По словам ливанского исследователя исламской философии Маджида Фахри, «Ибн Таймия протестует против злоупотреблений философией и теологией, и выступает за возвращение к ортодоксальным путям первых поколений (саляфам)... в своем религиозном рвении он полон решимости отменить многовековые религиозные догматы, как и было задолго до того, как начались богословские и философские споры».

### Теология
Ибн Таймия строил своё ханбалитское кредо на принципе «золотой середины» (васат), пытаясь опираться на разум (акль), традицию (накль) и волю (ирада). В вопросе описания Бога он одинаково отвергал и отрицание божественных атрибутов (татиль, апофатизм), и сравнение Аллаха с его творениями (ташбих, антропоморфизм), и символико-аллегорическое толкование священных текстов (тавиль). В соответствии с традиционалистской установкой ханбализма он считал Коран и сунну единственным источником религиозной истины. По мнению Ибн Таймийи, Бога следует описывать только так, как он характеризуется в Коране и хадисах пророка Мухаммада.
В вере (иман) он выделял чувство, на которое она опирается, формулы, в которых она выражается, и действия, благодаря которым она достигает полноты. Ибн Таймия отдавал предпочтение мнению сподвижников и последователей Пророка перед доктринами основателей мазхабов. Он предпочитал совершать иджтихад на основе текста Корана и хадисов (насс), отводя значительную роль суждению по аналогии (кияс) и принижая тем самым значение иджма.
В вопросе свободы воли и предопределения Ибн Таймия стремился возродить моральный активизм, заложенный в Коране и сунне. Он полагал ошибочным мутазилитское отрицание роли Бога в человеческих деяниях и ашаритское отрицание действенной воли человека. Решая дилемму «свобода воли — божественное всемогущество» он относит актуальную реализацию принципа Божьего всемогущества лишь к прошлому, а императивы божественного закона (шариат) — к будущему.

### Политика
Политическая концепция Ибн Таймийи изложена главным образом в его труде «ас-Сияса аш-шарийя» («Религиозное управление»). В ней он подчеркивает нерасторжимое единство государства и религии. В отличие от традиционной суннитской доктрины государства, он не утверждает обязательность института халифата и признаёт возможность существования одновременно более одного халифа. Он отрицал суннитскую концепцию выборности правителя, считая, что и в раннем исламе её не было. При этом он признавал законность четырёх Праведных халифов, указывая на явное превосходство (тафдил) Абу Бакра и Умара и на возможность колебаний (таваккуф) в признании заслуг халифа Усмана и Али. Ибн Таймия отрицал обязательность принадлежности главы государства к племени курайшитов и резко осуждал использование власти в корыстных целях. Согласно Ибн Таймия, существование государства (то есть халифата) обусловлено религиозными целями. Авторитет, который имеет государство, — от халифа, вся деятельность которого опирается на шариат. Действия правителя, вступающие в противоречие с Кораном, сунной и традицией первых благочестивых мусульман, дают мусульманской общине право на непослушание халифу. Во всех других случаях непослушание халифу равносильно бунту, считающемуся непростительным грехом. Ибн Таймия полагал, что «государство весьма недолго существовало как идеальный халифат», и «политическое единство исламского государства со временем трансформировалось в политический плюрализм многочисленных независимых эмиратов».

### Суфизм
Что касается отношения Ибн Таймия к суфизму и его представителям, то о нём исследователи пишут по-разному. Будучи последователем суфийских шейхов (Абдул-Кадир аль-Джилани, Сари ас-Сакати, аль-Джунайд и др.), он отвергал учения суфиев-пантеистов. В работе «Опровержение логиков» он предпринял попытку разрушить греческую логику и главные тезисы философов аль-Фараби, Ибн Сины, Ибн Сабина. Так, у Ибн Сины он критиковал тезис о том, что Творец является абсолютным Бытием, обусловленным своей абсолютностью, у Ибн Сабина — все, что касается отношения между необходимым Бытием и бытием тварным. Ибн Таймия порицал суфиев, использовавших музыку и танцы (сама) для достижения экстаза (халь) во время коллективных радений (джахр). В десятом и одиннадцатом томах сборника фетв «Маджмуату-ль-фатава» собрано множество посланий, разъясняющих истинную суть суфизма и этики (адаб). В сочинениях «Хакикат мазхаб аль-иттихадиййн» и «аль-Фуркан» Ибн Таймия подверг критике современную ему суфийскую практику, прежде всего культ святых и чудотворения. Ибн Таймия пытался отделить суфийское учение от калама, полагая, что рациональные доводы ашаритов или матуридитов противоречат самой сути суфийского учения. В своём комментарии к классическому суфийскому трактату «Послание о суфийской науке» Абд аль-Карима аль-Кушайри он последовательно критикует попытки приписать ранним суфийским авторитетам доктрины спекулятивного богословия и ашаритское вероубеждение.
Ибн Таймия прославился своей критикой суфизма, осуждал суфийскую практику достижения экстаза с помощью музыки и танцев, народные верования, посещения гробниц с подношениями, клятвы и обращения к святым. Представление западных исламоведов о суфизме как о явлении, чуждом для религии ислам, появилось благодаря знакомству с трудами Ибн Каййима аль-Джаузия и Ибн Таймийи.
Анри Корбен пишет, что Ибн Таймия подвергает критике «различие между актуальным существованием и простой позитивной реальностью сущностей» идеолога суфизма Ибн Араби и «нападает на отождествление Необходимого Бытия с бытием абсолютным» персидского суфия Садр ад-Дина аль-Кунави. Кирабаев в своей монографии «Политическая мысль мусульманского средневековья» характеризует Ибн Таймия как ханбалита-суфия.
Ряд свидетельств самого Ибн Таймия и мусульманских историков позволяют говорить о том, что Ибн Таймия был шейхом нескольких суфийских братств (тарикат), из которых самым главным для себя он считал тарикат Абдул-Кадира аль-Джилани. Юсуф ибн Абду-ль-Хади приводит в своей книге «Баб’ аль-’илька би лабс уль-хирка» слова самого Ибн Таймия, который говорил, что на него были возложены суфийские хирки разных тарикатов и разных шейхов, среди которых и хирка Абд аль-Кадира аль-Джилани. В 1970-х годах Джордж Макдиси опубликовал серию статей, в которых он утверждал, что Ибн Таймия был шейхом кадирийского тариката. В цепочке (сильсиля) кадирийского тариката между Ибн Таймия и аль-Джилани было два шейха. Абу Умар ибн Кудама (ум. 607 г. по хиджре) и Муваффак ад-Дин ибн Кудама (ум. 620 по хиджре) были учениками аль-Джилани, а Ибн Абу Умар ибн Кудама (ум. 682 по хиджре) был их учеником и учителем Ибн Таймия.

## Сочинения
Ибн Таймия оставил после себя около 500 сочинений.
- ас-Сияса аш-шар‘иййа фи исляхи ар-ра‘и ва-р-ра‘иййа (араб. السياسة الشرعية في إصلاح الراعي والرعية‎ —  Политика на основе шариата в улучшении правителя и подданных‎) — трактат о политической концепции
- ар-Радд ‘аля-ль-мантикиййин (араб. الرد على المنطقيين‎ —  Опровержение логиков‎) — трактат о несостоятельности логики, критикующий арабоязычных перипатетиков
- Минхадж ас-сунна ан-набавиййа (араб. منهاج السنة النبوية‎ —  Путь сунны Пророка‎)
- аль-Иман (араб. الإيمان‎ —  Вера‎)
- Маджму‘ аль-фатава (араб. مجموع الفتاوى‎ —  Собрание фетв‎)
- аль-Акида аль-васитийя (араб. العقيدة الواسطية‎ —  Васитийские вероубеждения‎) — критика философской теологии калама
- аль-Фатава аль-Хамавийя (араб. الفتوى الحموية الكبرى‎ —  Хамавийсие фетвы‎)
- Мукаддима фи усуль ат-тафсир (араб. مقدمة في أصول التفسير‎ —  Вступление в основы тафсира‎)
- Баян тальбис аль-джахмийя (араб. بيان تلبيس الجهمية‎ —  Разъяснение обмана джахмитов‎)
- Мувафакат сахих аль-манкуль ли сарих аль-макуль — трактат о согласии разума с верой, критикующий арабоязычных перипатетиков